# Mukoko Batezadio
Noël Mukoko, né le 24 octobre 1992 à Kinshasa, est un footballeur congolais évoluant au poste d'attaquant à l'Ittihad de Tanger.

## Biographie

### En club
Il participe avec l'AS Vita Club à la Ligue des champions d'Afrique et à la Coupe de la confédération. Il atteint la finale de la Coupe de la confédération en 2018, en étant battu par le Raja de Casablanca. Batezadio inscrit un but lors de la finale retour, ce qui s’avère malgré tout insuffisant pour remporter le tournoi.

### En équipe nationale
Il joue son premier match en équipe de RD Congo le 6 novembre 2015, en amical contre la Zambie (victoire 0-3). Il joue ensuite le lendemain une rencontre face à l'Angola (défaite 1-0). Toutefois, ces deux rencontres ne sont pas reconnues par la FIFA.
Par la suite, en 2016, il participe à la Coupe COSAFA. Il joue trois matchs lors de ce tournoi, contre le Mozambique, le Botswana et le Swaziland. Le Congo se classe quatrième du tournoi.

## Palmarès

### En club
AS Vita Club
- Coupe de la confédération
  - Finaliste : 2018